# 駒門風穴
駒門風穴（こまかどかざあな）は、静岡県御殿場市にある、富士山の火山活動で形成された風穴。国の天然記念物に指定されており、御殿場市においては特に「かざあな」の通称で知られる。

## 概要
富士山の火山活動で形成された風穴（溶岩洞窟）で、天井に溶岩流の跡を留める。本穴・枝穴の2つに分かれており、両者の総延長の合計は約400mに及ぶ（本穴291m、枝穴110m）。洞窟内は年間通して13℃である。また、御殿場市の「観光十二選」に指定されている。
1922年（大正11年）3月8日、日本国政府の天然記念物に「（六）洞穴,（十）硫気孔及び火山活動によるもの」として指定された。指定の理由には、国内に溶岩流による洞穴自体が少数しか存在しないことと、富士山周辺にある風穴の中では駒門風穴は大きな風穴のひとつであること、溶岩流の状態を想起しやすく溶岩による鍾乳を留めていることが挙げられている。
2013年（平成25年）に、富士山と関連する物件が「富士山-信仰の対象と芸術の源泉」で世界文化遺産に登録された際、「富士山」の構成資産として、周辺地域の計33の登山道・神社・景勝地などが同時に世界遺産への登録を受けた。「構成資産」の中には富士五湖や船津胎内樹型・吉田胎内樹型といった富士山の噴火活動に伴う景勝地が含まれており、同様に富士山の噴火活動によって形成された駒門風穴も、当初その候補に含まれていたが、「富士山の信仰や芸術との関係性が証明できない」理由で、のちに候補から外され、世界遺産としての指定は受けていない。

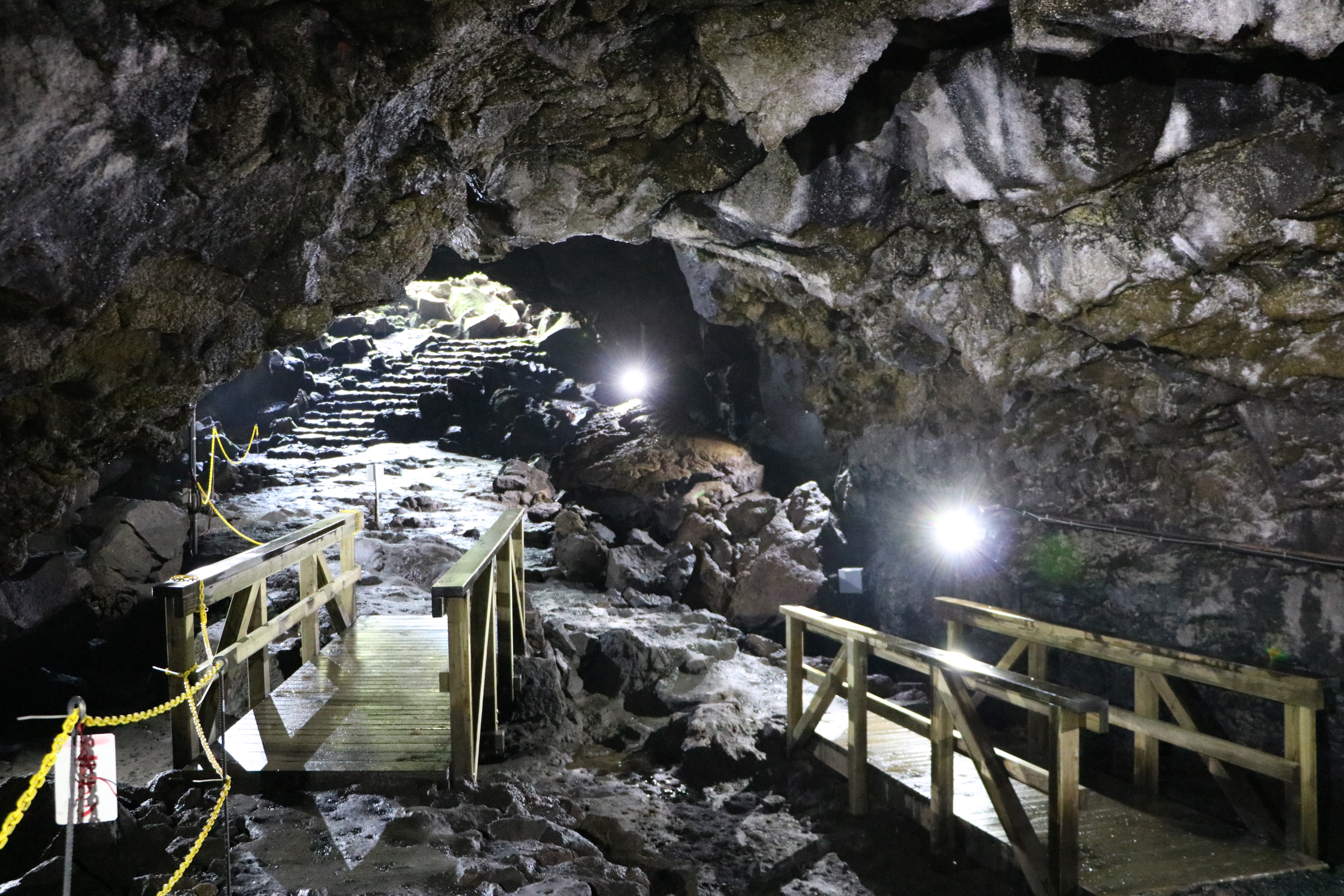
駒門風穴内部。
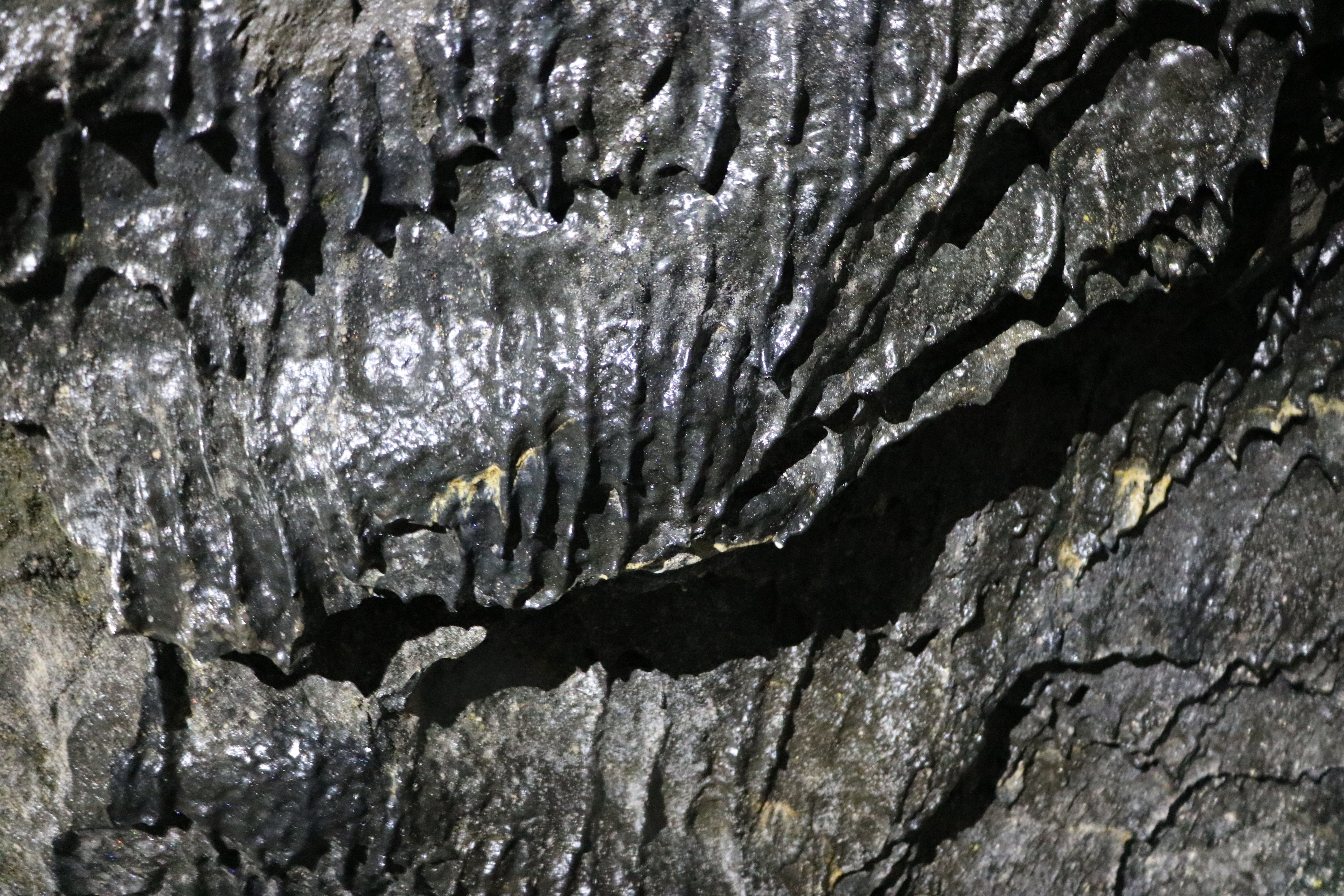
本穴にある溶岩鍾乳石。
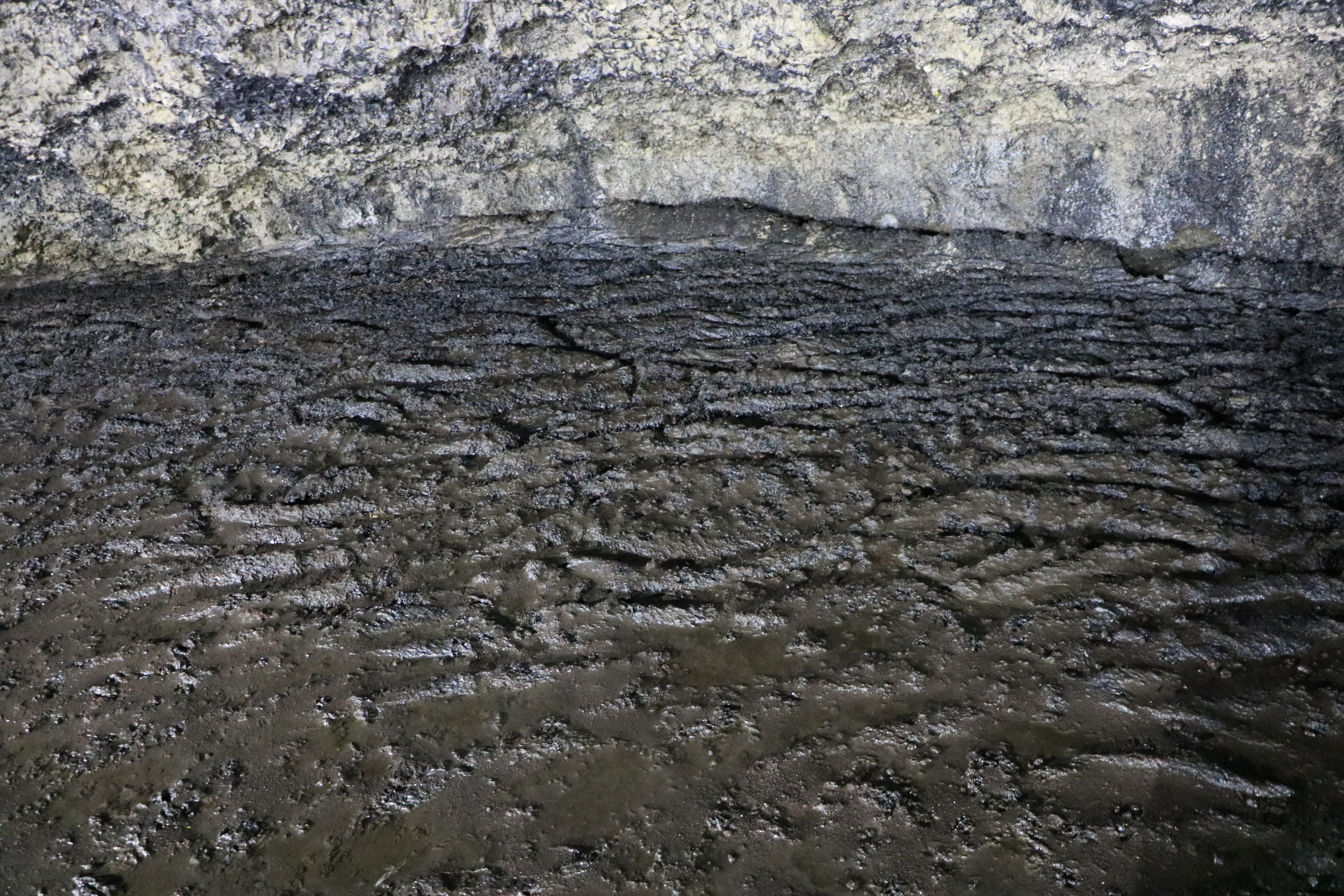
枝穴にある縄状溶岩。

## 文化
風穴入口の脇に3つの祠があり、駒門風穴諸社と呼ばれる。
- 子安神社 - 祭神：木花咲耶姫神
- 風神社 - 祭神：志那津比古神、志那津比売命神
- 蚕養神社（こがいじんじゃ） - 大気都比売神

## 生物
駒門風穴には駒門風穴にのみ生息する生物が多くいる。名前に「コマカド」とついている生き物が駒門風穴の固有種である。固有種には、
虫類
・コマカドチビゴミムシ
・コマカドオビヤスデ
・コマカドツチカニムシ
が生息している。固有種以外にも、
蝙蝠類
・コギクガシラコウモリ
・ユビナガコウモリ
・オオキクガシラコウモリ
・ネズミコウモリ
植物類
・ヒカリモ
等が生息している。

## アクセス
最寄りの東名高速道路のインターチェンジまたは鉄道駅から約15〜20分程度でアクセスが可能。
鉄道
- 東海旅客鉄道（JR東海）御殿場線・富士岡駅から徒歩15分

車
- 東名高速道路・御殿場インターチェンジから20分
- 東名高速道路・裾野インターチェンジから15分